# مانفريد شرايبر
مانفريد شرايبر ‏(بالألمانية: Manfred Schreiber) (وُلد في 3 أبريل 1926 في هوف – تُوفي في 6 مايو 2015 في ميونخ ) قانوني وُمحامي ألماني. كان قائدًا للشرطة في ميونخ في الفترة 1963–1983.

## النشأة
حصل مانفريد شرايبر على دبلوم المدرسة الثانوية عام 1943 من مدرسة جان بول جيمنازيوم هوف. صار مساعدًا في لوفتفافه وفي خدمات عمال الرايخ. أرسله الفيرماخت إلى القتال، حيث أصيب بجروح خطيرة.
بعد الحرب العالمية الثانية، درس القانون في جامعة لودفيغ ماكسيميليان في ميونخ وكان يستخدم كرسي متحرك.

## الحياة العملية
عندما نفذت منظمة أيلول الأسود عمليتها عام 1972 واحتجزت رهائن إسرائيليين أثناء دورة الأولمبياد الصيفية 1972 المقامة في ميونخ، كان شرايبر يتولى منصب قائد شرطة ميونخ، والمسؤول التنظيمي للجنة الأولمبية الوطنية لألمانيا مع أداء جميع مهام الأمن المدني. تولى شرايبر مهمة التفاوض مع الخاطفين والتنسيق مع جهات الاختصاص الألمانية.
في الفترة من 1984 إلى 1988 ترأس شريبر قسم الشرطة في وزارة الداخلية لجمهورية ألمانيا الاتحادية. وخلال الفترة في عام 1985، قام بالتدريس كأستاذ فخري في علم الجريمة وإحصاءات الجريمة في جامعة ميونيخ.

## الجوائز
- 1977: جمعية صحفيي السيارات - ديزلرينغ
- 1984: صليب الاستحقاق من الدرجة الأولى لجمهورية ألمانيا الاتحادية
- 1988: صليب الاستحقاق العظيم
- وسام الاستحقاق البافاري
- 2013: وسام ولاية بافاريا للأمن الداخلي

## الوفاة
تُوفي شرايبر في ميونيخ بعد عمر يناهز 89 عامًا. تم دفنه في 14 مايو 2015 في مقبرة نوردفريدهوف في ميونيخ، وأقامت له شرطة ميونيخ جنازة وحراسة شرف.